# Ungarische Squashnationalmannschaft
Die ungarische Squashnationalmannschaft ist die Gesamtheit der Kader des ungarischen Squashverbandes Magyar Fallabda Szövetség. In ihm finden sich ungarische Sportler wieder, die ihr Land sowohl in Einzel- als auch in Teamwettbewerben national und international im Squashsport repräsentieren.

## Historie

### Herren
Ungarn nahm 2003 erstmals an einer Weltmeisterschaft teil. Nach zwei Siegen und fünf Niederlagen schloss die Mannschaft das Turnier auf Rang 22 ab. Die zweite Teilnahme erfolgte 2011, bei der die Mannschaft mit erneut zwei Siegen und fünf Niederlagen am Ende Rang 26 belegte.
An Europameisterschaften, die jährlich seit 1973 ausgetragen werden, nahm Ungarn erstmals 1991 teil. Das bislang beste Abschneiden gelang 2024 mit dem zehnten Platz.

## Aktueller Kader
Bei der Europameisterschaft 2025 bestand die ungarische Mannschaft aus den folgenden Spielern:
| Rang | Name              | Geburtsdatum      |
| ---- | ----------------- | ----------------- |
| 1.   | Balázs Farkas     | 2. April 1997     |
| 2.   | Dániel Simon      | 4. Dezember 2002  |
| 3.   | Benedek Takács    | 31. Mai 2002      |
| 4.   | Lénárd Püski      | 25. Juni 1995     |
| 5.   | Márk Krajcsák     | 28. Dezember 1983 |
| 6.   | Bendegúz Kamocsai |                   |